# 패러데이 전류
전기화학에서 패러데이 전류(영어: Faradaic current)는 전극에서 일부 화학 물질의 환원 또는 산화에 의해 생성되는 전류이다. 순 패러데이 전류는 지시 전극 또는 작업 전극을 통해 흐르는 모든 패러데이 전류의 대수학적 합이다.

## 한계 전류
전기화학에서 한계 전류(limiting current)는 전극으로의 전하 이동 속도가 증가함에 따라 접근하는 패러데이 전류의 한계 값이다. 한계 전류는 예를 들어 전위를 증가시키거나 전극으로의 물질 이동 속도를 감소시킴으로써 접근할 수 있다. 이는 유한한 범위 내에서 인가된 전위와 독립적이며, 일반적으로 측정된 총 전류에서 적절한 잔류 전류를 빼서 평가된다. 한계 전류는 흡착, 촉매, 확산 또는 운동 전류의 특성을 가질 수 있으며, 이동 전류를 포함할 수 있다.

## 이동 전류
지시 전극 또는 작업 전극의 특정 전위 값에서 이온성 전기활성 물질의 환원 또는 산화에 대해 실제로 얻어지는 전류와, 전극 사이의 전기장으로 인해 해당 물질의 운반이 없는 경우 동일한 전위에서 얻어질 전류 사이의 차이. 전류에 관한 부호 규약은 양이온의 환원 또는 음이온의 산화에 대해 이동 전류가 음수이고, 양이온의 산화 또는 음이온의 환원에 대해 양수라는 것이다. 따라서 이동 전류는 관찰되는 총 전류를 증가시키거나 감소시키는 경향이 있을 수 있다. 어떤 경우든 이동 전류는 지지전해질의 농도를 증가시켜 전도도를 높임으로써 전기활성 물질의 운반 숫자가 감소함에 따라 0에 접근한다.

## 같이 보기
- 버틀러-볼머 방정식
- 가스 확산 전극